# Скальные валлаби
Скальные валлаби, или скалистые кенгуру, или каменные кенгуру (лат. Petrogale) — род сумчатых семейства кенгуровых (Macropodidae).

## Виды и распространение
В составе рода выделяются 17 видов:
- Квинслендский скальный валлаби (Petrogale assimilis)[1]. Эндемик Австралии. Обитает от города Таунсвилл до рек Бердекин и Боуэн, к северо-западу от Кройдона и юго-западу от Хьюэндена в северо-восточной части Квинсленда. Популяции также имеются на островах Магнетик-Айленд и Палм. Встречается на высоте до 1000 м[4].
- Короткоухий кенгуру (Petrogale brachyotis)[2], или короткоухий валлаби[1]. Эндемик северной части Австралии. Встречается в Кимберли, Арнемленде и на островах залива Карпентария[5].
- Валлаби Барбиджа (Petrogale burbidgei)[1]. Эндемик Австралии, где обитает в юго-западной части региона Кимберли в штате Западная Австралия. Встречается на нескольких прибрежных островах[6].
- Petrogale coenensis. Эндемик австралийского штата Квинсленд. Обитает на небольшой территории в восточной части полуострова Кейп-Йорк. Встречается на высоте до 400 м[7].
- Карликовый скальный валлаби (Petrogale concinna)[1]. Обитает в северо-западной части региона Кимберли (Западная Австралия), а также в Северной территории[8].
- Кенгуру Годмана (Petrogale godmani)[2], или валлаби Годмана[1]. Эндемик северо-восточной части штата Квинсленд[9].
- Petrogale herberti. Эндемик восточной части Квинсленда, обитает у городка Нананго, к северу от южного берега реки Фицрой у города Рокгемптон и к западу от Рабивейла и Клермонта[10].
- Очковый скальный валлаби (Petrogale inornata)[1]. Эндемик восточной части Квинсленда. Обитает в центральной части прибрежных горных хребтов Квинсленда к югу от Хом-Хилла до северного берега реки Фицрой у города Рокгемптона, а также на прибрежных островах Уитсанди[11].
- Черноногий скальный валлаби (Petrogale lateralis)[1]. Обитает в скалистых местностях центральной, южной и западной части Австралии, а также на некоторых прибрежных островах[12].
- Petrogale mareeba. Эндемик северо-восточной части Квинсленда. Обитает на территории от реки Митчелл и Маунт-Карбина, к западу от Мунгана и к югу от реки Бердекин. Встречается на высоте до 1000 м[13].
- Кистехвостый каменный кенгуру (Petrogale penicillata)[2], или кистехвостый скальный валлаби[1]. Эндемик юго-восточной части Австралии. Обитает в юго-восточной части Квинсленда, восточной части Нового Южного Уэльса. Также имеется небольшая популяция в восточной части Виктории[14].
- Валлаби Персефоны (Petrogale persephone)[1]. Обитает у города Просерпайн в северо-восточной части Квинсленда[15].
- Petrogale purpureicollis. Обитает в северо-западной части Квинсленда от города Даджарра и к западу от горы Иса до восточной оконечности хребта Селуин[16].
- Кенгуру Ротшильда (Petrogale rothschildi)[2], или валлаби Ротшильда[1]. Эндемик Западной Австралии, встречающийся в регионе Пилбара и прибрежных островах архипелага Дампир[17].
- Petrogale sharmani. Обитает на территории хребтов Сивью и Коэн, к западу от города Ингем в северо-восточной части Квинсленда[18].
- Petrogale wilkinsi. Обитает в самых северных частях Северной территории[19].
- Кольцехвостый кенгуру (Petrogale xanthopus)[2], или желтоногий кенгуру[2], или желтоногий скальный валлаби[1]. Обитает в Южной Австралии, Новом Южном Уэльсе и Квинсленде[20].

Скальные валлаби — обитатели скалистых участков гор.

## Описание
Скальные валлаби — животные мелких и средних размеров. Длина тела от 50 до 80 см, хвоста — 40 см. Вес варьирует от 3 до 9 кг у взрослой особи. Волосяной покров густой и мягкий. Спина красно-бурого, жёлто-серого, буро-серого или серого цвета, брюхо — жёлто-белого, серо-белого или белого цвета. Носовое зеркало голое. На спине и голове могут присутствовать тёмные пятна или полосы. На щеках белые полосы. Уши длинные. Хвост длинный, полностью покрыт волосами. На кончике имеется кисть удлинённых волос. Хвост выполняет функцию балансира при движении, а также опоры при сидении.

## Образ жизни
Скальные валлаби ведут наземный образ жизни. Активность сумеречная. Днём, как правило, сидят в ущельях скал. Иногда вылезают в полдень для приёма солнечных ванн. Превосходно передвигаются по скалам. Делают прыжки до 4 м.

## Питание
Скальные валлаби питаются преимущественно травянистой растительностью, в поисках которой им приходится спускаться со скал на равнины. В сезон засух могут длительное время обходиться без воды, поедая только сочную древесину и корни различных деревьев.